# Soort zoekt soort!
Soort zoekt soort! (oorspronkelijke titel: Un Amour de potache) is het vijfde album uit de Belgische stripreeks Dokus, getekend en geschreven door Godi en Zidrou. Het album heeft geen verhaallijn omdat het een bundeling van korte gags is.

## Hoofdpersonen
Om deze lijst niet te lang te maken worden hier niet de overige (anonieme) leerlingen in Dokus schoolklas genoemd.
- Dokus: De antiheld van het verhaal, hij doet niets liever dan spieken en dollen met zijn beste vriend Fred, een levend skelet dat gebruikt wordt bij de lessen biologie. Als gevolg van zijn lange reeksen nullen blijft hij altijd zitten.
- Leonie: Leonie zit naast Dokus en haalt vrijwel altijd tienen. Toch gaat zij (net als Dokus) nooit over. Dokus en Leonie hebben een soort haat/liefdeverhouding.
- Meneer Peeters: De leraar van Dokus, die het maar niks vindt dat Dokus telkens nullen haalt. Overigens bestookt hij Dokus vrijwel altijd met dezelfde som (te weten 6×7), die Dokus op zijn beurt ook bijna altijd fout heeft. Slechts in een enkele gag laat hij Peeters versteld staan door het antwoord toch te weten.
- Fred: Een levend skelet, hij is de beste vriend van Dokus. Meneer Peeters weet echter niet dat het skelet levend is.
- Knekeltje: Het hondje van Fred. Hij is net als Fred alleen nog maar een verzameling botten.